# 장시재경대학
장시재경대학(중국어 간체자: 江西财经大学, 정체자: 江西財經大學, Jiangxi University of Finance and Economics)은 중화인민공화국 장시성 난창 시에 있는 대학이다. 경제 분야의 대학으로 유명하다.